# قطعنامه‌های شورای امنیت و آمریکا مرتبط با تسلیحات ایران
در مجموع سازمان ملل متحد هفت قطعنامه مرتبط با برنامه هسته‌ای و تسلیحاتی ایران به تصویب رسانده‌است که اکنون فقط یک قطعنامه در حال اجراست. قطعنامه ۲۲۳۱ با هدف تأیید برجام (توافق هسته‌ای ایران و گروه موسوم به ۱+۵ در ۲۰۱۵) به رأی گذاشته شد و تصویب گردید. به موجب این قرارداد تمامی قطعنامه‌های مرتبط قبلی شورا در ۸ اکتبر ۲۰۲۰ لغو شد.

## قطعنامه‌های شورای امنیت مرتبط با تسلیحات ایران
قطعنامه‌ها تسلیحاتی شورا امنیت که به‌طور مستقیم و غیر مستقیم ایران را هدف قرار می‌دهند به شرح زیر است:

### قطعنامه ۱۶۹۶
در این قطعنامه شورای امنیت سازمان ملل پس از ابراز نگرانی از اهداف برنامه هسته‌ای ایران، از ایران خواست تا برنامه غنی‌سازی اورانیوم خود را متوقف کند. این قطعنامه طی نشست ۵۵۰۰ام با ۱۴ رأی موافق و ۱ رأی مخالف (قطر) به تصویب رسید.

### قطعنامه ۱۷۳۷
در قطعنامه ۱۷۳۷ مورخ ۲۶ دسامبر ۲۰۰۶ به تحریم سیستمهای پرتاب تسلیحات هسته‌ای و ممنوعیت آموزش اتباع ایرانی توسط دیگر کشورها در این رابطه پرداخته شده بود.

### قطعنامه ۱۷۴۷
در۲۴ مارس ۲۰۰۷ (برابر با ۴ فروردین ۱۳۸۶) شورای امنیت سازمان ملل متحد در قطعنامه ۱۷۴۷ تحریم تسلیحاتی علیه ایران را تصویب کرد. به موجب این قطعنامه ایران از تجهیز، فروش یا انتقال مستقیم و غیرمستقیم هر گونه سلاح و تسلیحات متعارف ثبت شده در سازمان ملل یا کالا مرتبط با آن توسط کشور خود یا اتباع، هواپیماها و کشتی‌های ایرانی منع گردید؛ و بقیه کشورها نیز حق خرید این اقلام را از ایران ندارند. همچنین، طبق این قطعنامه هیچ کشوری حق آموزش، سرمایه‌گذاری، کمک مالی یا سایر خدمات مرتبط با این موارد را ندارد.
در این قطعنامه افراد و نهادهای مرتبط با انرژی اتمی در فهرست تحریم شورا امنیت قرار گرفتند.

### قطعنامه ۱۸۰۳
در قطعنامه ۱۸۰۳ مورخ ۳ مارس ۲۰۰۸ دوباره به سیستمهای پرتاب تسلیحات هسته ای اشاره شد. در این قطعنامه افراد و نهادهای جدیدی به لیست تحریم‌های هسته‌ای شورا اضافه شد. همچنین تحریم‌هایی اقتصادی از جمله کنترل صادرات و واردات ایران و خصوصاً کالاهایی که دارای مصرف دوگانه در صنایع نظامی و غیرنظامی وضع گردید و برخی محدودیت‌ها برای بانک‌ها و موسسات ایرانی تصویب شد.

### قطعنامه ۱۹۲۹
در این قطعنامه که در تاریخ ۹ ژوئن ۲۰۱۰ تصویب شد، علاوه بر تمامی موارد بالا از جمله موارد مرتبط با تحریم‌های تسلیحاتی، ایران حق خرید و فروش موشک‌های بالستیک و ایجاد منفعت از این فناوری را ندارد. همچنین هرگونه انتقال هرگونه تانک، خودروهای زرهی، هواپیماهای جنگی، هلیکوپترهای تهاجمی، توپخانه کالیبر بالا، کشتی‌های نظامی، موشک و سیستم‌ها و قطعات مرتبط با آن‌ها به ایران توسط کشورهای دیگر ممنوع گردید.

### قطعنامه ۲۲۳۱
در ۲۰ ژوئیه ۲۰۱۵ (۲۹ تیر ماه ۱۳۹۴)، قطعنامه ۲۲۳۱ شورای امنیت با هدف تأیید برجام به رأی گذاشته شد و تصویب گردید. به موجب این قطعنامه ایران به مدت ۵ الی ۱۰ سال از زمان عقد برجام دارای محدودیت در تجهیز، فروش یا انتقال مستقیم و غیرمستقیم هر گونه سلاح یا کالا مرتبط با آن و آموزش مرتبط می‌باشد و کشورهای دیگر تنها در صورت تأیید و اجازه شورای امنیت می‌توانند با ایران مبادله داشته باشند. بعد از پایان مدت و یا با تأیید آژانس زودتر از موعد مقرر، تمام قطعنامه‌های تسلیحاتی قبلی ایران لغو خواهد شد.
ایالات متحده در روز ۸ می ۲۰۱۸ (۱۸ اردیبهشت ۱۳۹۷) رسماً از برجام خارج شد؛ و سیاست موسوم به فشار حداکثری را در مقابل ایران پیش گرفت.

## طرح نافرجام تمدید قطعنامه تسلیحاتی ایران توسط آمریکا
بر طبق توافق صورت گرفته در برجام و قطعنامه ۲۲۳۱ شورا امنیت تمام تحریم‌های قبلی شورا در قطعنامه‌های پیشین در ۱۸ اکتبر ۲۰۲۰ (۲۷ مهر ۱۳۹۹) برداشته خواهد شد.
در ژوئن ۲۰۲۰، آمریکا طرح اولیه تمدید تحریم تسلیحاتی ایران را در شورای امنیت مطرح کرد. در پی ارسال نامه ای از طرف روسیه به شورای امنیت و مخالفت با طرح تمدید تحریم تسلیحاتی ایران و اعلام چین مبنی بر نبود هیچ دلیلی برای این اقدام علیه ایران، سفیرآمریکا، خانم کرافت، از احتمال وتوی طرح تمدید تحریم تسلیحاتی ایران توسط روسیه و چین خبر داد. آمریکا در اوت ۲۰۲۰ تغییراتی را در قطعنامه خود برای تمدید تحریم تسلیحاتی ایران در شورای امنیت ایجاد کرد و پیش نویس کوتاه تری را ارائه کرد. طرح ثانویه شامل ۴ پاراگراف بود که خواستار تمدید تحریم‌های تسلیحاتی ایران تا زمانی شورای امنیت برخلاف آن تصمیم بگیرد می‌شد. این در صورتی است که طرح ابتدایی شامل ۳۵ بند بوده و علاوه بر مفاد بالا شامل موارد زیر نیز بود:
- شامل یک مقدمه در متهم کردن ایران به صادرات سلاح به گروه‌های شبه‌نظامی شیعه در عراق، سوریه، لبنان و یمن بود.
- تمامی کشورها مجاز به بازرسی محموله‌های هواپیماها و کشتی‌ها که «با دلیل منطقی» مشکوک به نقض تحریم تسلیحاتی ایران اند، هستند.
- فهرستی از اسامی پیشنهادی مقامات ایرانی برای تحریم که متناسب با تحریم‌های هدفمند سازمان ملل متحد بود.[۲۰]

### نتیجه
برای تصویب این قطعنامه در صورت عدم وتو روسیه و چین دو عضو دائم شورا، حداقل به ۹ رای موافق اعضا شورا احتیاج است. در جلسه جمعه شورا امنیت در ۱۴ اوت ۲۰۲۰، طرح آمریکا با ۲ رای موافق (آمریکا و جمهوری دومینیکن) و ۱۱ رای ممتنع (اتحادیه اروپا) و ۲ رای مخالف (روسیه و چین) رد شد.

### واکنش ها
ایالات متحده آمریکا
دونالد ترامپ، رئیس جمهور آمریکا، اعلام کرد از مکانیسم ماشه استفاده خواهد کرد و در جلسه پوتین شرکت نخواهد کرد.
مایک پومپئو، وزیر خارجه آمریکا، ضمن انتقاد به نتیجه، شورا امنیت را در حفظ امنیت جهان شکست خورده دانست و بیان داشت شورا نتوانسته است ایران را پاسخگو اعمال اش کند. پیش از این مقامات آمریکایی هشدار داده بودند در صورت عدم تصویب این قطعنامه مکانیزم ماشه در قطعنامه ۲۲۳۱ و برجام را فعال خواهند کرد. بر طبق مکانیزم ماشه با ادعای یکی از طرفین برجام مبنی بر نقض وسیع توافق توسط طرف دیگر، می تواند موضوع را به شورا امنیت ارجاع داده و در صورت عدم تصمیم شورا برای ادامه لغو تحریم ها، تمامی تحریم های پیشین سازمان ملل علیه ایران را یکجا بازگرداند.
قبل از رای گیری، کلی کرفت نماینده آمریکا در شورا امنیت اعلام کرد وتو طرح آمریکا توسط چین و روسیه باید باعث انگشتنما و منزوی شدن این دو کشور شود.
 چین
چین در توئیتی یکجانبه گرایی آمریکا را طرد شده نامید و آمریکا را متهم به قلدری و ترجیح منافع خود بر منافع مشترک جهان کرد و آن را محکوم به شکست دانست. پیش تر چین که از امضا کنندگان برجام است با استناد به خروج یکجانبه آمریکا از توافق برجام بیان داشت آمریکا حق استفاده از مکانیزم ماشه را ندارد.
 روسیه
میخائیل اولیانف پیشتر استفاده از مکانسیم ماشه توسط آمریکا را اقدامی مضحک خواند و از آمریکا خواست دست به این اقدام نزند. روسیه با توجه به خروج آمریکا از برجام استفاده از مکانیزم ماشه را حق آنها ندانست.
ولادیمیر پوتین، رئیس جمهوری روسیه، ساعتی پیش از اتمام رای‌گیری در شورای امنیت پیشنهاد یک نشست اضطراری با حضور پنج قدرت هسته‌ای جهان، آلمان و ایران داده بود . در بیانیه کرملین از جملات تنش رو به افزایش و اتهام های بی پایه علیه ایران و نابودی توافق پیشین شورا امنیت در بیان نتیجه طرح آمریکا استفاده شده بود.
 بریتانیا
بریتانیا از رفتارهای بی ثبات کننده ایران در خاورمیانه اظهار نگرانی کرد و دلیل رد این طرح را عدم رای آوری آن بیان کرد. بریتانیا اعلام کرد به برجام و اجرای آن پایبند است و آماده هر گونه همکاری با اعضا شورا و برجام برای یافتن راه حلی تحت حمایت شورا امنیت است.
 ایران
محمد جواد ظریف پیش از رای گیری ادعا کرد قطعنامه آمریکا رای نخواهد آورد.
مجید تخت‌روانچی نماینده ایران در شورا امنیت در توییتی مدعی شد آمریکا به دلیل مخالفت شورا امنیت مجبور به تغییر و تعدیل پیش نویس اولیه شد و بیان داشت نسخه جدید نیز برخلاف قطعنامه ۲۲۳۱ است. آقای تخت روانچی در توییتی بعد از اتمام رای گیری در واکنش به رد قطعنامه آمریکا، آن را نشانه انزوای ایالات متحده و شکست یکجانبه‌گرایی دانست و این واقعه را افتضاح نامید و گفت رای گیری شورا امنیت را گواه غیرقانونی بودن ادعا این کشور برای بازگرداندن تحریم ها علیه ایران و رد آن توسط جامعه بین‌المللی دانست.

## اقدامات آمریکا پس از رد قطعنامه

### طرح شکایت و ارائه درخواست استفاده از مکانیسم ماشه
در ۲۰ اوت ۲۰۲۰ ( ۳۰ مرداد ۱۳۹۹ ) آمریکا رسماً درخواست فعال سازی مکانیسم ماشه را به شورای امنیت ارائه داد. آمریکا شکایت خود را علیه ایران به رئیس دوره‌ای شورای امنیت ارائه کرد و در آن خواستار استفاده از مکانیسم ماشه برای بازگشت تمام تحریم های سازمان ملل علیه ایران شد. بر طبق برجام درصورت استفاده کشوری از مکانیسم ماشه، شورا امنیت یک فرصت ۳۰ روزه برای تصویب قطعنامه‌ای درباره تمدید تحریم‌های هسته ای دارد، در غیر این صورت تمامی تحریم‌ها خود به خود بازخواهند گشت. بر اساس سازوکار ماشه در قطعنامه ۲۲۳۱ یک کشور عضو برجام در خصوص نقض گسترده تعهدات برجام به شورای امنیت شکایت میکند. سپس هر کشور عضو شورا امنیت میتواند قطعنامه ای برای رفع شکایت ارائه دهد. اگر ظرف ۱۰ روز از طرف هیچ کشوری اقدامی صورت نگرفت شورا امنیت باید قطعنامه ای با همان مضمون ارائه کند درغیر این صورت پس از ۳۰ روز تمامی قطعنامه های قبلی سازمان ملل علیه ایران باز خواهند گشت. این در حالی است که اعضا دائمی شورا از جمله آمریکا قدرت وتو قطعنامه های پیشنهادی را نیز دارد.

#### نتیجه
۱۳ کشور از ۱۵ کشور عضو شورا امنیت مخالفت خود را با استفاده آمریکا از مکانیسم ماشه طی نامه هایی به شورا امنیت اعلام کردند. کشورهای عضو شورا امنیت شامل ۴ عضو دائم شورا، روسیه، چین، بریتانیا و فرانسه، و دیگر اعضا این دوره آلمان، بلژیک، اندونزی، تونس، ویتنام، نیجر، سنت وینسنت و گرنادین‌ها، آفریقای جنوبی و استونی میباشند. 

#### واکنش ها
ایالات متحده آمریکا
جان بولتون، مشاور امنیت ملی سابق دونالد ترامپ در زمان خروج از برجام، در مقاله ای در روزنامه وال استریت ژورنال نوشت: "کاربرد این مکانیسم به ریسکش نمی‌ارزد". او در این مقاله گفت استفاده از مکانیسم ماشه به توافق برجام که قبلاً آمریکا از آن خارج شده است اعتبار میدهد و حق وتو آمریکا را در شورا تضعیف میکند.
مایک پومپئو، در واکنش به عدم موافقت اتحادیه اروپا با استفاده از مکانیسم ماشه توسط آمریکا مدعی شد فقط آمریکا شجاعت استفاده از این قطعنامه را داشت و اتحادیه اروپا را جانبداران آیت‌الله ها خطاب نمود.
کلی کرافت، سفیر ایالات متحده شورا را متهم به گم کردن راه خود و ایستادن در کنار تروریست ها کرد. او همچنین از موضع ۱۳ کشور عضو شورا و مخالفت آنها با طرح آمریکا مبنی بر فعال کردن مکانیسم ماشه انتقاد کرد.
 روسیه
واسیلی نبنزیا سفیر روسیه در سازمان ملل این اقدام آمریکا را قبول نکرد و گفت آمریکا نمی‌تواند از مکانیسم ماشه استفاده کند زیرا فقط کشورهای کشورهای مشارکت کننده در برجام می توانند این کار را انجام دهند و آمریکا جز آنها نیست.
 اتحادیه اروپا
جوزپ بورل، رییس سیاست خارجی اتحادیه اروپا، اعلام کرد اتحادیه اروپا به دلیل خروج یکجانبه آمریکا از برجام، استفاده از مکانیسم ماشه را حق آمریکا نمی‌داند.
 فرانسه
نماینده فرانسه در جلسه شورای امنیت درباره موضع فرانسه گفت: فرانسه مانند بریتانیا و آلمان معتقد است اقدام آمریکا در بازگرداندن تمامی تحریم ها علیه ایران تاثیر قانونی ندارد. همچنین اعلام کرد در شورا که هیچ اقدامی در مسیر خواست آمریکا نباید صورت گیرد.
 اندونزی
سفیر اندونزی در سازمان ملل متحد و همچنین رییس دوره‌ای شورای امنیت روز سه شنبه در جلسه ماهانه این شورا در مورد خاورمیانه با اشاره به نامه و خواسته آمریکا اعلام کرد که با این اقدام مخالف است و گفت شورا در موضعی نیست که در راستای خواسته آمریکا اقدامی انجام دهد.
 چین
چین معتقد است آمریکا هیچ جایگاه قانونی برای استفاده از مکانیسم ماشه ندارد و اعلام کرد این فقط نمایشی سیاسی است که توسط ایالات متحده به صحنه رفته است. این درخواست حمایت اعضای شورای امنیت را دریافت نخواهد کرد و جامعه بین‌المللی نیز آن را قبول نخواهند کرد. ژانگ جون سفیر چین در سازمان ملل رئیس شورای امنیت خواست از توزیع درخواست آمریکا برای فعال کردن سازوکار ماشه در میان اعضای شورای امنیت، خودداری کند و پیش از تصمیم شورای امنیت، هیچ اقدامی انجام نشود. همچنین افزود ما مخالف تحریم های یکجانبه و مدیریت های طولانی مدت علیه سایر کشورها به نام موضوع هسته ای ایران هستیم.

### اعلام فعال سازی مکانیسم ماشه از جانب آمریکا
آمریکا در ۲۰ سپتامبر ۲۰۲۰ ( یکشنبه ۳۰ شهریور ۱۳۹۹ ) مدعی شد مکانیسم ماشه را فعال شده است. آمریکا اعلام کرد با فعال شدن مکانیسم ماشه علیه ایران تمامی تحریم های قبلی سازمان درباره ایران لازم‌الاجرا هستند. پومپئو، در اعلامیه انتشاری اش مدعی شد آمریکا در روز ۲۰ اوت ۲۰۲۰، تصمیم خود مبنی بر فعال کردن مکانیسم ماشه در قطعنامه ۲۲۳۱ را رسماً به دبیر شورای امنیت اعلام کرده است. در نتیجه مهلت ۳۰ روزه مندرج در قطعنامه به پایان رسیده است و تمامی تحریم های معلق شده علیه ایران توسط این قطعنامه دوباره فعال خواهند شد.

#### نتیجه
آنتونیو گوترش، دبیرکل سازمان ملل متحد، در یک نامه ارسالی به شورا اعلام کرد به دلیل وجود ابهامات در این موضوع نمی‌تواند درباره آن کار انجام دهد. تا کنون هیچکدام از کشورهای امضا کننده برجام اقدام آمریکا مبنی بر فعال سازی مکانیسم ماشه را قانونی و اجرایی ندانسته اند.

#### واکنش ها
ایالات متحده آمریکا
آمریکا در حال حاضر اصرار دارد که یکی از شرکت کننده گان در توافق برجام می باشد که در سال ۲۰۱۸ به صورت یکجانبه از آن خارج شد. الجزیره مدعی شد این اصرار فقط به دلیل استفاده از مکانیسم ماشه است.
طبق گزارش رویترز، آمریکا دستورالعمل اجرایی را برای مجازات نقض کنندگان تحریم‌ها علیه جمهوری اسلامی تنظیم خواهد کرد. این مجازات ها در قالب تحریم‌های ثانویه مانند مجازات‌هایی علیه اشخاص حقیقی و حقوقی اعمال خواهد شد.
 ایران
حسن روحانی، رئیس جمهور ایران، در جلسه هیات دولت ایران این حرکت آمریکا به عنوان شکست‌های پیاپی آمریکا یاد کرد و گفت: "امروز می‌توانیم بگوییم فشار حداکثری آمریکا علیه ایران در بخش سیاسی و حقوقی به انزوای حداکثری آمریکا تبدیل شده است."
مجید تخت‌روانچی٬ سفیر ایران در سازمان ملل متحد در توییتی اقدام آمریکا را غلط و بی‌اعتبار خواند و مدعی شد این اقدام باعث انزوای بیشتر آمریکا خواهد شد. همچنین اظهار داشت کشورهای عضو شورای امنیت سازمان ملل متحد آمریکا را جز اعضا شرکت کننده در برجام نمی‌دانند.
 روسیه
وزارت خارجه روسیه اقدام آمریکا را غیرقانونی و غیرقابل قبول خواند و در بیانیه ابتکارات اقدامات و آمریکا را نامشروع دانست و اظهار داشت اینگونه اقدامات آمریکا نمی‌تواند برای کشورهای دیگر عواقب حقوقی بین‌المللی داشته باشد. همچنین روسیه مدعی شد اظهارات آمریکا با واقعیت مطابقت ندارد و آمریکا را به اجرای یک نمایش متهم کرد.
 بریتانیا  آلمان  فرانسه
سه کشور فرانسه، انگلیس، بریتانیا در نامه هایی به شورا اعلام کردند ما بی وقفه برای حفظ برجام تلاش خواهیم کرد و به آن متعهد هستیم. تعلیق تحریم های سازمان ملل برای ایران همچنان ادامه خواهد داشت.